# Penalva (Maranhão)
Penalva es un municipio brasileño del estado de Maranhão. Hace parte del pantanal maranhense, una región de la Baixada Maranhense que fue transformada en Área de Protección Ambiental, por medio del Decreto Estadual n.º 11.900, del 11 de junio de 1991. Penalva es la capital dos lagos, en su lago más bello, el lago Formoso, encontramos una isla fluctuante, la isla del Formoso. Durante o período lluvioso esa isla se mueve. Debido al número de pequeñas islas que se desplazan, estas forman una especie de cordón. También cuenta con numerosas variedades de peces y aves y con flora costera.

## Historia
La zona fue ocupada en tiempos precolombinos por tribus neolíticas lacustres, constructoras de aldeas sobre palafitos. Los vestigios de esas aldeas, millares de postes y,travesaños, reciben el nombre de "estearias". La principal, localizada en el lago Cajari (ensenada del Quiebra-Coco), era una ciudad lacustre con más de 2 km de extensión y con una población considerable. Los arqueólogos han encontrado hachas y otras herramientas y numerosos artefactos, así como una cerámica característica de la región y han datado el poblado entre el año 570, y el año 870
A la llegada de los portugueses, la región era habitada por los indígenas Gamela. La colonización comenzó con a llegada de los jesuitas al sitio llamado São Braz, a comienzos del siglo XVIII. En 1759, 14 mil ha fueron destinadas a la "nación Gamela" en calidad de sesmaría. Para catequizar a los Gamela, que ocupaban los alrededores del lago Cajari, fue fundada la Misión de San José del Cajari. En 1785, tras un traslado a un sitio cercano, se alteró o nombre para São José Penalva. En 1858 fue establecido el distrito de Viana, del cual hizo parte Penalva. En 1871, el poblado de Penalva fue elevado a la categoría de villa; en 1873 se constituyó el distrito de Penalva. En 1915 se convirtió en municipio. La completa autonomía vino en 1938 cuando Penalva fue declarada ciudad, y el municipio llegó a ser la sede de comarca, que se instaló a 4 de diciembre de 1955. 
Inicialmente, o poder municipal era ejercido por alcaldes nombrados por el gobierno del estado, conocidos como intendentes, pero en diciembre de 1947 se realizaron elecciones para prefecto.

## Geografía
Está localizado en la Baixada Maranhense, cerca de las ciudades de Viana y Pedro do Rosário. Tiene acceso por la carretera MA-216.
Es un área donde se desarrollan principalmente la agricultura, la recolección y procesamiento de cocos de babasú y la pesca, siendo estas actividades de subsistencia.
Destacan los cinematográficos campos verdes(observados nos meses de agosto, septiembre, octubre, enero) y lo vestigios de aldeas prehistóricas, visibles en épocas muy secas. Debido a su belleza y al ecosistema, el municipio está dentro de las áreas de protección ambiental da Baixada Maranhense, establecidas en 1991 pelo Estado do Maranhão.

## Cultura
Penalva, en el período de las fiestas juninas, tiene musicalidad propia, el bumba-meu-boi y aun mantiene resquicios de un carnaval tradicional representado por el ritmo cadencioso de sus escuelas de samba.